# 鄧達斯 (明尼蘇達州)
鄧達斯（英語：Dundas，/ˈdʌndəs/ DUN-dəss）是一個位於美國明尼蘇達州賴斯縣的城市。

## 人口
根據2020年美國人口普查的數據，鄧達斯的面積為4.78平方千米，皆為陸地。當地共有人口1712人，而人口密度為每平方千米358人。